# Rodney Stoke
Rodney Stoke – wieś w Anglii, w hrabstwie Somerset, w dystrykcie (unitary authority) Somerset. Leży 25 km na południowy zachód od miasta Bristol i 184 km na zachód od Londynu. W 2001 miejscowość liczyła 1260 mieszkańców.